# Cesar Romero
Pour les articles homonymes, voir Romero.
Cesar Romero est un acteur américain, né le 15 février 1907 à New York et mort le 1er janvier 1994 à Santa Monica (Californie).

## Biographie
Cesar Romero interprète des rôles de « latin lovers » des années 1930 aux années 1950. Il trouve l'apothéose de ce personnage devant la caméra de Josef von Sternberg aux côtés de Marlene Dietrich, pour le film La Femme et le Pantin en 1935.
En 1937, il est un Doc Holliday dans Frontier Marshall aux côtés de Randolph Scott qui personnifie Wyatt Earp.
Comme danseur, il joue avec Carmen Miranda et Betty Grable dans les années 1940. Il est parfois dirigé par Ernst Lubitsch ou Preston Sturges. Il interprète le rôle d'Hernan Cortès face à Tyrone Power dans Capitaine de Castille en 1947 et joue l'ennemi de Frank Sinatra dans L'Inconnu de Las Vegas (1960).
Il incarne au cinéma le rôle-titre dans la série Cisco Kid, Geronimo et Lucky Luciano, est employé par Robert Aldrich et John Ford. À partir des années 1960, il joue surtout dans des séries télévisées : il est le chef de THRUSH en France dans Des agents très spéciaux ou encore le premier à incarner le Joker dans Batman. Dans les années 1980, il est Peter Stavros dans Falcon Crest. Il joue le comte Dracula dans Night Gallery. Il apparaît auprès de Kurt Russell dans une série de téléfilms pour Walt Disney Productions.

## Filmographie

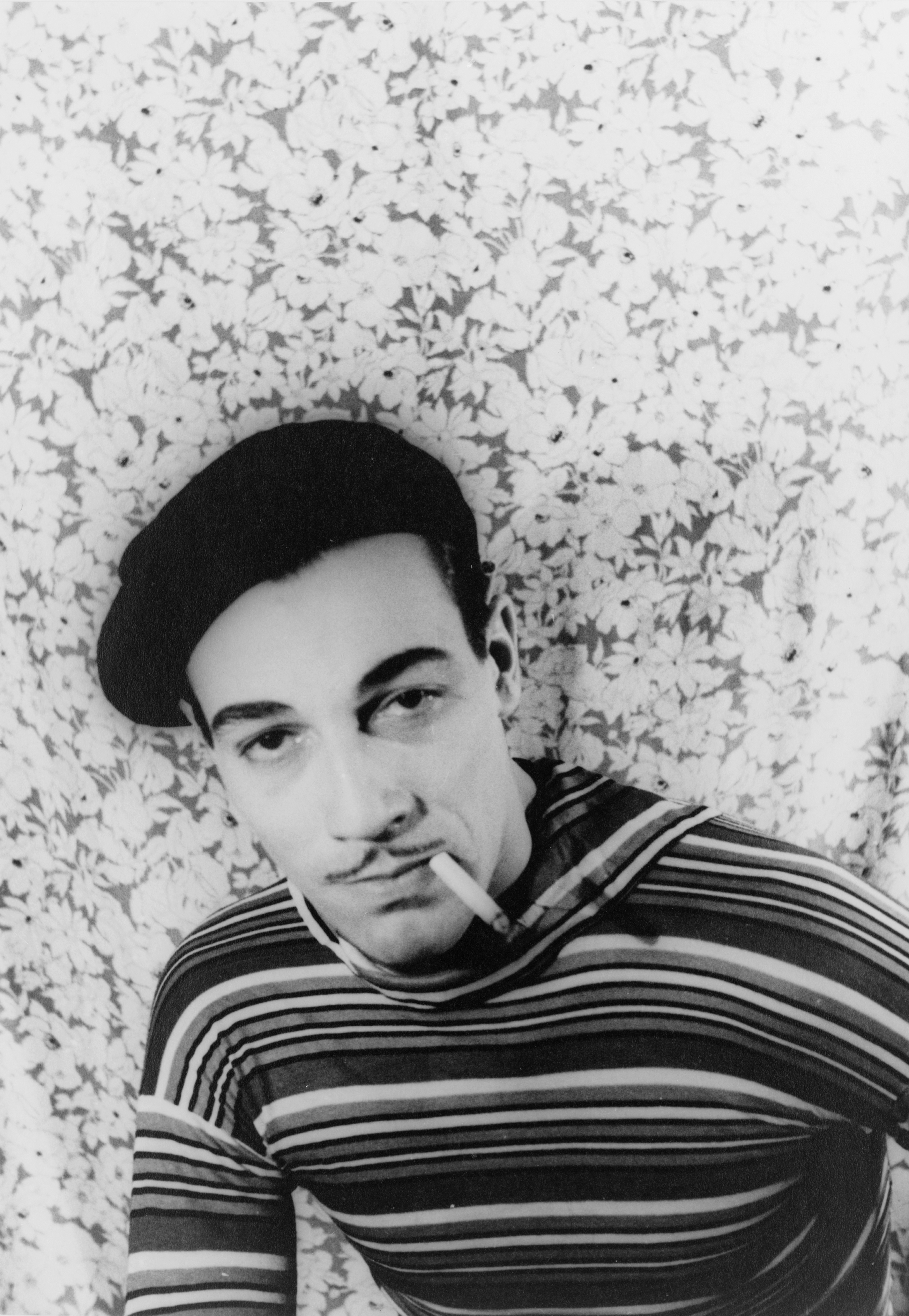
Cesar Romero, photographié par Carl Van Vechten le 23 février 1934.

### Au cinéma

#### Années 1930
- 1933 : The Shadow Laughs (en) : Tony Rico
- 1934 : L'Introuvable (The Thin Man) de W.S. Van Dyke : Chris Jorgenson
- 1934 : Agent britannique (British Agent) de Michael Curtiz : Tito Del Val
- 1934 : Audaces féminines (Cheating Cheaters) de Richard Thorpe : Tom Palmer
- 1934 : Strange Wives de Richard Thorpe : Boris
- 1935 : Le Conquérant des Indes (Clive of India) de Richard Boleslawski : Mir Jaffar
- 1935 : La Bonne Fée (The Good Fairy) de William Wyler : Joe
- 1935 : La Femme et le Pantin (The Devil Is a Woman) de Josef von Sternberg : Antonio Galvan
- 1935 : Cardinal Richelieu de Rowland V. Lee : Andre de Pons
- 1935 : Hold 'Em Yale : Gigolo Georgie
- 1935 : Diamond Jim de A. Edward Sutherland : Jerry Richardson
- 1935 : Le Roman d'un chanteur (Metropolitan) de Richard Boleslawski : Niki Baroni
- 1935 : Code secret (Rendez-vous) de William K. Howard : Capitaine Nicholas 'Nikki' Nieterstein
- 1935 : Pas de pitié pour les kidnappeurs (Show Them No Mercy!) de George Marshall : Tobey
- 1936 : Love Before Breakfast : William 'Bill' Wadsworth
- 1936 : Nobody's Fool d'Arthur Greville Collins et Irving Cummings : Dizzy Rantz
- 1936 : Public Enemy's Wife : Gene Maroc
- 1936 : Fifteen Maiden Lane : Frank Peyton
- 1937 : She's Dangerous : Nick Sheldon / Al Shaw
- 1937 : Armored Car : Petack
- 1937 : La Mascotte du régiment (Wee Willie Winkie) de John Ford : Khoda Khan
- 1937 : Dangerously Yours : Victor Morell
- 1938 : Happy Landing (en) : Duke Sargent
- 1938 : Adieu pour toujours (Always Goodbye) de Sidney Lanfield : le comte Giovanni Corini
- 1938 : My Lucky Star (en) : George Cabot Jr
- 1938 : Five of a Kind : Duke Lester
- 1939 : Wife, Husband and Friend (en) : Hugo
- 1939 : Petite Princesse (The Little Princess) de Walter Lang : Ram Dass, Lord Wickham's Indian Servant
- 1939 : Le Retour de Cisco Kid (Return of the Cisco Kid) de Herbert I. Leeds : Lopez
- 1939 : L'Aigle des frontières (Frontier Marshal) de Allan Dwan : Doc Halliday
- 1939 : Charlie Chan et l'Île au trésor (Charlie Chan at Treasure Island) de Norman Foster : Fred Rhadini
- 1939 : The Cisco Kid and the Lady (en) : Cisco Kid

#### Années 1940
- 1940 : Il épouse sa femme (en) (He Married His Wife) : Freddie
- 1940 : Viva Cisco Kid : Cisco Kid
- 1940 : Lucky Cisco Kid (en) : The Cisco Kid
- 1940 : The Gay Caballero (en) : Cisco Kid
- 1940 : Romance of the Rio Grande : Cisco Kid / Carlos Hernandez
- 1941 : Tall, Dark and Handsome de H. Bruce Humberstone : Shep Morrison
- 1941 : Le Roméo errant (en) (Ride on Vaquero) : Cisco Kid
- 1941 : The Great American Broadcast (en) : Bruce Chadwick
- 1941 : Dance Hall (en) : Duc McKay
- 1941 : Week-end à la Havane (Week-end in Havana) de Walter Lang : Monte Blanca
- 1942 : A Gentleman at Heart (en) : Tony Miller
- 1942 : Six Destins (Tales of Manhattan) de Julien Duvivier : Harry Wilson
- 1942 : Ce que femme veut (Orchestra Wives) de Archie Mayo : St. John 'Sinjin' Smith
- 1942 : Ivresse de printemps (Springtime in the Rockies) de Irving Cummings : Victor Prince
- 1943 : L'Île aux plaisirs (Coney Island) de Walter Lang: Joe Rocco
- 1943 : Fleur d'hiver (en) (Wintertime) : Brad Barton
- 1947 : Carnival in Costa Rica (en) : Pepe Castro
- 1947 : Capitaine de Castille (Captain from Castile) de Henry King : Hernando Cortez
- 1948 : Deep Waters de Henry King : Joe Sanger
- 1948 : La Belle imprudente (Julia Misbehaves) de Jack Conway : Fred Ghenoccio
- 1948 : La Dame au manteau d'hermine (That Lady in Ermine) de Ernst Lubitsch et Otto Preminger : Mario
- 1949 : Mam'zelle mitraillette (The Beautiful Blonde from Bashful Bend) de Preston Sturges : Blackie Jobero

#### Années 1950
- 1950 : Ma brute chérie (Love that brute) de Alexander Hall : Pretty Willie
- 1950 : Once a Thief : Mitch Moore
- 1951 : L'amour mène la danse (Happy Go Lovely) de H. Bruce Humberstone : John Frost
- 1951 : Lost Continent : Maj. Joe Nolan
- 1951 : Les Filles du service secret (en) (FBI Girl) : Agent du FBI Glen Stedman
- 1952 : Lady in the Fog de Sam Newfield : Philip 'Phil' O'Dell
- 1952 : The Jungle : Rama Singh
- 1953 : El Corazón y la espada : Don Pedro
- 1953 : Street of Shadows : Luigi
- 1953 : Prisoners of the Casbah (en) de Richard L. Bare : Firouz
- 1954 : Vera Cruz de Robert Aldrich : Marquis Henri de Labordere
- 1955 : Rendez-vous sur l'Amazone (The Americano) de William Castle : Manuel Silvera / 'El Gato'
- 1955 : Le Cercle infernal (The Racers) de Henry Hathaway : Carlos Chavez
- 1956 : The Leather Saint (en) : Tony Lorenzo
- 1956 : Le Tour du monde en quatre-vingts jours (Around the World in Eighty Days) de Michael Anderson : l'aide de camp d'Achmed Abdullah
- 1957 : L'Histoire de l'humanité (The story of Mankind) de Irwin Allen : Spanish Envoy
- 1958 : Villa!! : Tomás Lopez
- 1959 : Mis secretarias privadas : Rafael Travesi

#### Années 1960
- 1960 : L'Inconnu de Las Vegas (Ocean's Eleven) de Lewis Milestone : Duc Santos
- 1960 : Pepe de George Sidney : caméo
- 1961 : Traquées par les Japs (Seven Women from Hell) de Robert D. Webb : Luis Hullman
- 1962 : Un mari en laisse (If a Man Answers) de Henry Levin : Robert Swan / Adam Wright
- 1963 : Saint Mike : Priest
- 1963 : We Shall Return de Philip S. Goodman : Carlos Rodriguez
- 1963 : Le Castillan (El valle de las espadas) de Javier Setó : Jerónimo
- 1963 : La Taverne de l'Irlandais (Donovan's Reef) de John Ford : Marquis Andre de Lage
- 1964 : La Maison de madame Adler (A House Is Not a Home) de Russell Rouse : Lucky Luciano
- 1965 : Two on a Guillotine (en) : John 'Duke' Duquesne
- 1965 : Deux Cinglés à l'armée (Sergeant Dead Head) de Norman Taurog : Adm. Stoneham
- 1965 : Les Inséparables (Marriage on the Rocks) de Jack Donohue : Miguel Santos
- 1966 : Batman de Leslie H. Martinson : Le Joker
- 1968 : El Millón de Madigan : Mike Madigan
- 1968 : Chauds, les millions (Hot Millions) de Eric Till : l'inspecteur des douanes
- 1968 : Skidoo (Skidoo) de Otto Preminger : Hechy
- 1969 : Crooks and Coronets (en) : Nick Marco
- 1969 : Sacré Far West (A Talent for Loving) de Richard Quine : Don Jose, le propriétaire terrien
- 1969 : Istanbul, mission impossible (Target: Harry) de Roger Corman : Lt. George Duval
- 1969 : Une combine en or (Midas Run) de Alf Kjellin : Dodero
- 1969 : Ido zero daisakusen : Dr Malic / Lt. Hastings
- 1969 : L'Ordinateur en folie (The Computer Wore Tennis Shoes) de Robert Butler : A. J. Arno

#### Années 1970
- 1970 : The Red, White, and Black : Col. Grierson
- 1971 : The Last Generation
- 1972 : Pas vu, pas pris (Now You See Him, Now You Don't) de Robert Butler : A.J. Arno
- 1972 : The Proud and the Damned : San Carlos' Mayor
- 1974 : The Haunted Mouth : B. Plaque (Narrator)
- 1974 : Le Spectre d'Edgar Allan Poe (The Spectre of Edgar Allan Poe) de Mohy Quandour : Dr Richard Grimaldi
- 1975 : L'Homme le plus fort du monde (The Strongest Man in the World) de Vincent McEveety : A.J. Arno
- 1975 : Timber Tramps (en)
- 1976 : Carioca tigre de Giuliano Carnimeo
- 1977 : Mission to Glory: A True Story

#### Années 1980
- 1985 : Flesh and Bullets
- 1985 : Lust in the Dust de Paul Bartel : Père Garcia
- 1988 : Judgement Day : Octavio
- 1988 : Mortuary Academy : Ship's Captain

#### Années 1990
- 1990 : Simple Justice : Vincenzo DiLorenzo
- 1995 : Carmen Miranda: Bananas is my Business (documentaire) de Helena Solberg
- 1998 : The Right Way

### À la télévision

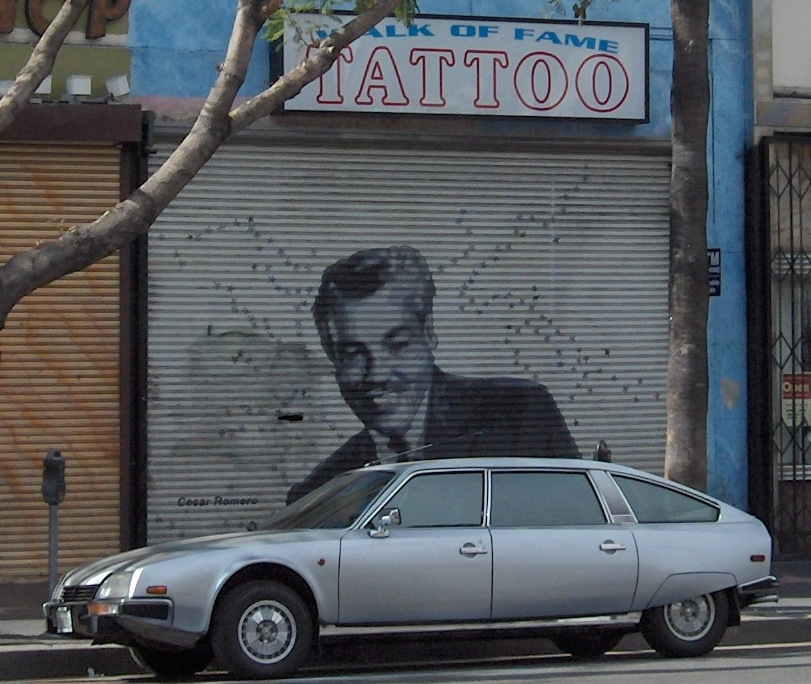
Peinture de Cesar Romero sur Hollywood Boulevard.

- 1953 : Your Chevrolet Showroom : Emcee
- 1956 : Saturday Spectacular: Manhattan Tower : Mambo Teacher
- 1958 : Zorro : Don Esteban de la Cruz
- 1966-1968 : Batman : Le Joker
- 1968 : Max la Menace (Get Smart) saison 3 épisode 26 : Kinsey Krispin
- 1970 : Bewitched : Salem, Here We Come - Oct 1, 1970 : Ernest Hitchcock
- 1977 : Don't Push, I'll Charge When I'm Ready : Teodoro Bruzizi
- 1980 : Drôles de dames (Charlie's Angels) saison 4 épisode 19 : Elton Mills
- 1981 : Falcon Crest (Falcon Crest) : Peter Stavros (1985-1987)
- 1990 : Les Craquantes (Girls Just Wanna Have Fun... Before They Die) saison 6 épisode 10: Tony Del Vecchio
- 1992 : Arabesque (Murder, She Wrote) saison 9 épisode 1 (Meurtre à Milan / Murder in Milan): Marcello Abruzzi